# Lutz Bachmann

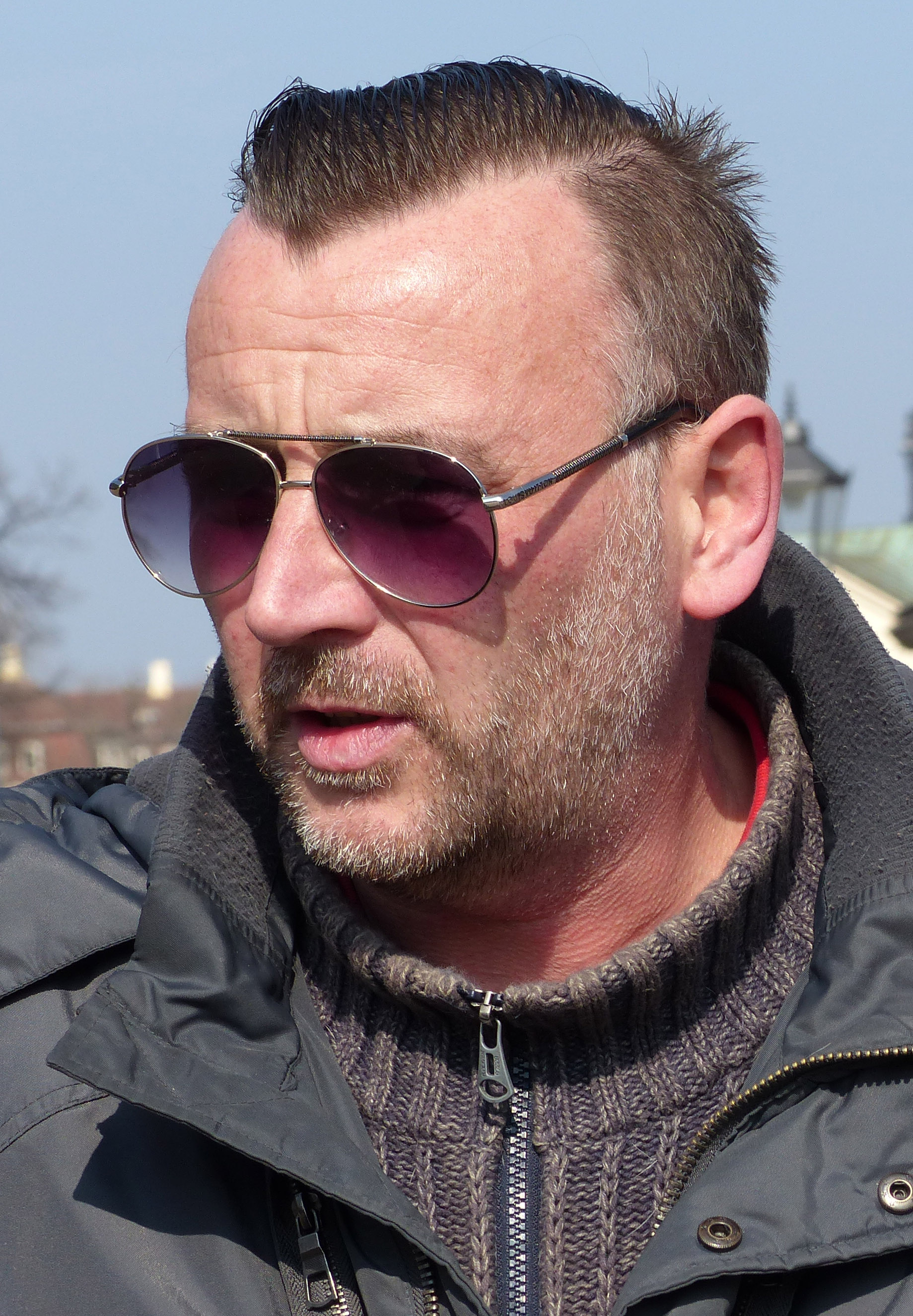
Lutz Bachmann, 2015

Lutz Bachmann (* 26. Januar 1973 in Dresden) ist ein deutscher politischer Aktivist. Er gilt als Initiator der offen rassistischen und islamfeindlichen Organisation Pegida und ist Vorsitzender von Pegida e. V. Er ist wegen diverser Straftaten (darunter Einbruchdiebstahl, Drogenhandel, Körperverletzung) teils wiederholt verurteilt worden, seit 2016 auch wegen Volksverhetzung.

## Leben

### Ausbildung und berufliche Tätigkeit
Bachmann wurde 1973 als Sohn einer aus Coswig stammenden Fleischerfamilie in Dresden geboren.
Er besuchte die POS Leonhard Frank in Coswig und die Kinder- und Jugendsportschule (KJS) „Artur Becker“ in Dresden. Nach dem Abitur absolvierte er eine Ausbildung zum Koch und arbeitete aushilfsweise am Bratwurststand seines Vaters. Später arbeitete er in der Angels Tabledance Nachtbar Leipzig und in einem Handygeschäft. 1992 gründete er die nebenbei laufende Foto- und Werbeagentur hotpepperpix, die als „Ein-Mann-Betrieb“ gilt. Mit seiner Ehefrau betreibt er überdies die Firma DD-Werbung in Dresden-Briesnitz.

### Familie und Wohnsitz
Bachmann ist mit Vicky Bachmann verheiratet und ist Vater eines Sohnes.
Im Mai 2016 gab Bachmann seinen Wohnsitz im sächsischen Kesselsdorf auf und zog nach Teneriffa. Ende Oktober 2016 verabschiedete der Rat der Insel (Cabildo de Tenerife) einen Antrag, in welchem er zur unerwünschten Person erklärt wurde. Die Erklärung wurde durch Podemos initiiert und fand Unterstützung aller politischen Parteien.

### Strafverfahren und Haftstrafen
Bachmann beging seit den 1990er Jahren mehrmals Straftaten, unter anderem Körperverletzung, Einbruch, Diebstahl und Drogenhandel. Laut Zeitungsberichten verübte er „Auftragseinbrüche“ für das Dresdner Rotlichtmilieu. Im Jahre 1998 wurde er vom Landgericht Dresden wegen 16-fachen Einbruchs mit Diebstahl zu drei Jahren und acht Monaten Haft verurteilt. Kurz nach der Verurteilung entzog er sich durch Flucht nach Südafrika dem Strafvollzug und lebte dort zwei Jahre lang unter falschem Namen. Er wurde aber schließlich wegen ungültigen Visums von der Einwanderungsbehörde identifiziert und nach Deutschland abgeschoben. Nach 14-monatiger Haft in der JVA Dresden wurde er vorzeitig auf Bewährung entlassen.
Im Spätsommer 2009 wurden bei ihm 40 Gramm Kokain und ein weiteres Mal 54 Gramm gefunden. Im Februar 2010 wurde er vom Landgericht Dresden wegen unerlaubten Handeltreibens mit Betäubungsmitteln in nicht geringer Menge (§ 29a Abs. 1 Nr. 2 BtMG) in zwei Fällen zu einer Freiheitsstrafe von zwei Jahren auf Bewährung verurteilt.
Im Mai 2014 wurde Bachmann vom Amtsgericht Dresden zu einer Geldstrafe verurteilt, weil er ein Dreivierteljahr keinen Unterhalt für seinen Sohn gezahlt hatte.

### Auszeichnung als Fluthelfer
Im Januar 2014 war Bachmann einer von 500 Helfern, die bei einer öffentlichen Veranstaltung durch Dresdens Oberbürgermeisterin Helma Orosz im Auftrag des sächsischen Ministerpräsidenten Stanislaw Tillich mit dem sächsischen Fluthelferorden ausgezeichnet wurden. Er hatte während der Flut 2013 mit mehreren Facebook-Gruppen das Fluthilfezentrum im damaligen Glücksgas-Stadion organisiert und Hilfsgüter sowie Spenden gesammelt.

### Pegida
Bachmann gilt als Initiator, Organisator und „Gesicht“ von Pegida (Patriotische Europäer gegen die Islamisierung des Abendlandes). Er trat bei den Demonstrationen als Redner auf. Im Rahmen der Gründungsversammlung des Vereins zur Pegida-Bewegung wurde er am 14. November 2014 zum Vorsitzenden gewählt. Seine Frau ist ebenfalls im Verein aktiv und trat als Rednerin bei Pegida auf.
Am 21. Januar 2015 trat Bachmann von seinem Pegida-Vorstandsamt zurück, nachdem die Staatsanwaltschaft Dresden Ermittlungen wegen des Verdachts auf Volksverhetzung gegen ihn aufgenommen hatte. Vorausgegangen waren Medienberichte über rassistische Postings Bachmanns auf Facebook, in denen er im September 2014 Asylbewerber als „Viehzeug“, „Dreckspack“ und „Gelumpe“ herabwürdigte, die Existenz von Kriegsflüchtlingen leugnete sowie eine ebenfalls gepostete Fotografie eines Anhängers des rassistischen Ku-Klux-Klan (KKK) überschrieben mit dem Satz: Three K’s a day keeps the minorities away („Drei K’s am Tag hält die Minderheiten fern“) mit „Hätte in Großenhain evtl auch funktioniert… so habense jetzt ein Asylantenhotel“ kommentierte. Zudem tauchte ein Foto auf, auf welchem er als Adolf Hitler posiert. Bachmann erklärte zu dem Foto, er habe es zur Veröffentlichung des Hörbuchs von Er ist wieder da angefertigt und Christoph Maria Herbst auf die Pinnwand gepostet. Man müsse sich „auch mal selbst auf die Schippe nehmen“. Herbst dementierte Bachmanns Darstellung durch seinen Anwalt. Unmittelbar nach Bekanntwerden seiner Postings löschte Bachmann sein Facebook-Profil.
Ende Februar 2015 wurde bekannt, dass Bachmann nach einer geheimen Abstimmung des Vereins erneut als einer von drei Vorständen bei Pegida fungiert.
Auch an den überregional registrierten Aufmärschen gegen die Umfunktionierung eines ehemaligen Hotels zu einem Flüchtlingsheim und diesbezüglichen Aufrufen zu Gewalt in Freital war Bachmann maßgeblich beteiligt. Während der unter anderem unter dem Label „Frigida“ firmierenden Demonstrationen bezeichnete er Flüchtlinge als „Glücksritter“ und mit den Flüchtlingen solidarische Anwohner als „SAntifa-Einsatzstaffel“.
Für die Feierlichkeiten zum Tag der Deutschen Einheit 2016, die in Dresden stattfanden, rief Bachmann zu einer als „Raucherpause“ bezeichneten nicht angemeldeten Demonstration vor der Frauenkirche auf, bei der mehrere hundert Pegida-Anhänger die Festgäste anpöbelten und beschimpften. Daraufhin erließ die Stadt Dresden eine Verfügung, mit der Bachmann und Däbritz für fünf Jahre untersagt wurde, Demonstrationen anzumelden oder zu leiten.

### Verurteilung wegen Volksverhetzung 2016
Anfang Oktober 2015 erhob die Staatsanwaltschaft Anklage gegen Bachmann wegen des Verdachts der Volksverhetzung beim Amtsgericht Dresden. Ihm wurde vorgeworfen, durch zwei im September 2014 auf Facebook veröffentlichte Beiträge zum Hass gegen Migranten aufgestachelt zu haben, indem er sie als „Viehzeug“, „Gelumpe“ und „Dreckspack“ beleidigt habe (Az.: 201 Ds 201 Js 3262/15). Damit habe Bachmann in Kauf genommen, den öffentlichen Frieden zu stören. Bachmann habe die Menschenwürde der Flüchtlinge angegriffen, sie beschimpft und böswillig verächtlich gemacht und dadurch zum Hass gegen sie aufgestachelt. Laut Angaben der Staatsanwaltschaft hatten auch Privatpersonen wegen weiterer Facebook-Beiträge und weil Bachmann auf einer Pegida-Kundgebung im September 2015 Asylbewerber pauschal als Verbrecher bezeichnet habe, Strafanzeigen wegen Volksverhetzung erstattet.
Am 19. April 2016 begann die Hauptverhandlung vor dem Amtsgericht Dresden. Das Landgericht Dresden hatte zuvor die Anklage zugelassen und das Hauptverfahren dort eröffnet. Er wurde am 3. Mai 2016 vom Amtsgericht Dresden rechtskräftig der Volksverhetzung schuldig gesprochen und verurteilt.
Gegen das Strafmaß, eine Geldstrafe von 120 Tagessätzen zu je 80 Euro (9600 Euro), kündigten sowohl Bachmann als auch die Staatsanwaltschaft Berufung an. Beide Seiten erklärten, die Berufung auf das Strafmaß zu beschränken. Sie erkannten somit den Schuldspruch vom 3. Mai 2016 an, der damit rechtskräftig ist. Die Berufung wurde von der Verteidigung und Staatsanwaltschaft am 30. November 2016 zurückgenommen.

### Weitere Prozesse – Unterlassungserklärung und Strafbefehl wegen Volksverhetzung
Am 10. Januar 2017 musste sich Bachmann vor dem Landgericht Dresden verantworten, weil die Hilfsorganisation Mission Lifeline auf Unterlassung wegen Rufschädigung geklagt hatte. Bachmann hatte in einem ehrverletzenden Facebook-Eintrag vom November 2016 die Hilfsorganisation, die Spenden für den Kauf eines Schiffes sammelte, das an Rettungsmissionen im Mittelmeer teilnehmen sollte, als eine dieser „kriminell agierenden, privaten Schlepperorganisationen“ und als „Gesetzesbrecher“ bezeichnet. Der Prozess endete mit einem Vergleich, in dem Bachmann die geforderte Unterlassungserklärung abgab.
Mitte März 2018 erhielt Bachmann einen Strafbefehl des Amtsgerichts Dresden wegen Volksverhetzung und Verstoßes gegen das Versammlungsgesetz. Bachmann hatte eine volksverhetzende Rede von Akif Pirinçci im Internet veröffentlicht, wegen der Pirinçci später verurteilt wurde, sowie unangemeldet die „nicht ganz spontane Spontandemonstration“ anlässlich der Feierlichkeiten zum Tag der Deutschen Einheit 2016 in Dresden organisiert.

### Verdächtigung eines Jugendlichen und gescheiterte Einreise nach Großbritannien
Im März 2018 kam Bachmann erneut und gleich mehrfach mit den Behörden in Konflikt. Zunächst nahm das LKA Berlin Ermittlungen gegen Bachmann wegen übler Nachrede, falscher Verdächtigung und Volksverhetzung auf, weil Bachmann unwahre Behauptungen bezüglich des Kriminalfalls Keira G. geäußert hatte. Bachmann postete aufgrund einer zufälligen Namensähnlichkeit auf Facebook das Foto eines unschuldigen jungen Mannes mit Migrationshintergrund und bezichtigte diesen als Täter („Nun ist es wohl raus: Die Bestie vom Kaukasus, Edgar H., tschetschenischer Moslem und Ex-Flüchtling“). Der wirkliche Tatverdächtige – ein ethnischer Deutscher – befand sich zu diesem Zeitpunkt bereits in Untersuchungshaft. Die Berliner Polizei warnte im Internet vor falscher Verdächtigung im Fall Keira, der falschbeschuldigte Schüler entfernte aus Angst, bedroht zu werden, sein Profilbild aus Facebook. Bachmann verteidigte sich damit, er hätte lediglich eine Vermutung geäußert und keine Tatsachenbehauptung aufgestellt.
Wenige Tage später wollte Bachmann eine Rede an der Speakers’ Corner in London halten, wurde jedoch bei der Einreise am Flughafen London-Stansted von den britischen Behörden abgewiesen, in Gewahrsam genommen, schließlich in eine Abschiebeeinrichtung gebracht und wenig später zurück nach Deutschland geflogen. Die britischen Behörden begründeten den Abschiebebescheid mit der Sorge um das öffentliche Wohl und Bachmanns Vorstrafen wegen Drogenhandels. Daraufhin teilte er in einer Videobotschaft mit, dass es sich bei der Rede, die er halten wollte, um die des Chefs der Identitären Bewegung Österreich, Martin Sellner, gehandelt habe. Sellner war wenige Tage zuvor ebenfalls die Einreise verweigert worden. Bachmann verlas die Sellner-Rede anschließend in Dresden auf einer Pegida-Montagsdemonstration.

### Weitere Strafprozesse
Für die Beleidigung eines Journalisten im August 2019 wurde Bachmann am 3. Februar 2020 vom Amtsgericht Dresden zu 60 Tagessätzen verurteilt.
Weil Bachmann einen Haftbefehl veröffentlicht hatte, wurde er vom Amtsgericht Dippoldiswalde zu einer Strafe von 100 Tagessätzen à 30 Euro verurteilt, legte Rechtsmittel ein, zog dieses jedoch im August 2020 zurück, womit das Urteil rechtskräftig wurde.
Im April 2022 wurde Bachmann wegen Beleidigung und Volksverhetzung verurteilt. Das Landgericht Dresden verhängte eine sechsmonatige Gefängnisstrafe, die zur Bewährung auf zwei Jahre ausgesetzt wurde.

## Äußerungen und Kontroversen
Interviews mit etablierten deutschen Presseorganen, wie unter anderem dem öffentlich-rechtlichen Rundfunk oder dem Spiegel, lehnt Bachmann meist ab, gab aber der Bild, für die er auch als Leserreporter tätig war, den neurechten Printmedien Junge Freiheit, Sezession und Blaue Narzisse sowie der britischen Financial Times und Reuters teils ausführliche Interviews.
Bachmanns Positionen und seine Weltanschauung wurden von mehreren Kommentatoren als fremdenfeindlich und rechtspopulistisch eingestuft.
Bachmann sagte von sich selbst in einem Interview mit der Jungen Freiheit, er sei „der klassische CDU-Wähler“, markierte nach Medienberichten jedoch auf Facebook zwei Regionalverbände der NPD mit „Gefällt mir“. Gegenüber der Financial Times erklärte Bachmann, dass er ein Erstarken rechtsextremer Parteien wie in den Niederlanden und in Frankreich aufgrund einer ihm zufolge fehlgeleiteten deutschen Asylpolitik verhindern wolle. Er befürworte eine Einwanderungspolitik, wie sie Kanada oder die Schweiz betrieben, bei der qualifizierte Einwanderer bevorzugt würden.
Auf den Demonstrationen sprach Bachmann von „kriminellen Asylanten“ und von armen Rentnern, die in unbeheizten Wohnungen säßen und sich „kein Stück Stollen“ mehr leisten könnten, während „Asylbewerber in luxuriös ausgestatteten Unterkünften lebten“. Die New York Times berichtete, Bachmann habe einem Reporter gegenüber erklärt, er sei nicht gegen Kriegsflüchtlinge, den Islam oder Ausländer. Was er ablehne, seien „Wirtschaftsflüchtlinge“, die das deutsche Sozialsystem ausnützten. Die deutschen Politiker seien verantwortlich für ein völlig falsches System. Im Juni 2015 sagte er auf einer Pegida-Veranstaltung: „Von Vorratsdatenspeicherung bis Abschaffung des Bargelds, es ist immer mehr zu spüren, dass die totale Kontrolle der Menschen das Endziel ist, um im Notfall sofort die Unliebsamen aufzuspüren oder eventuell sogar verschwinden zu lassen. Sie wollen die totale Kontrolle und sie wollen die Gleichschaltung aller Menschen.“
Über seine Abschiebung durch die südafrikanischen Behörden sagte er, diese sei „bewundernswert schnell“ erfolgt. Sollte seine Vergangenheit ein schlechtes Licht auf Pegida werfen, trete er gerne aus dem Rampenlicht zurück. Er störe sich nicht am Widerspruch seiner Forderungen zu seiner eigenen Biografie, seine Taten lägen weit zurück.
Im Januar 2015 veröffentlichte die Satirezeitschrift Titanic einen „Gastkommentar“ im Namen Bachmanns, in dem Spekulationen über eine mögliche Verbindung des gewaltsamen Todes des eritreischen Flüchtlings Khaled Bahray in Dresden mit den Pegida-Demonstrationen als Hetze bezeichnet wurde. Der satirische Kommentar an die „liebe[n] Mitdeutsche[n]“ endete mit den Worten „Heil Hitler und einen schönen Tag“. Bachmann bezeichnete den Beitrag als „Rufmord“. In Teilen der Berichterstattung wurde dies mit seiner Solidarisierung mit der französischen Satirezeitschrift Charlie Hebdo nach dem islamistisch motivierten Anschlag auf deren Redaktion am 7. Januar 2015 kontrastiert.
Anfang 2016 zeigte sich Bachmann mit einem T-Shirt mit der Aufschrift Rapefugees not welcome – Stay Away und plante, solche am Rande einer Legidademonstration zu verkaufen. Dadurch entstand eine Kontroverse, ob diese Aufschrift eine pauschale Verunglimpfung von Flüchtlingen als Vergewaltiger sei oder sich nur auf solche Flüchtlinge beziehe, die vergewaltigten. Jürgen Kasek, Vorsitzender des sächsischen Landesverbands der Grünen, erstattete Anzeige wegen Volksverhetzung. Die Staatsanwaltschaft Leipzig sah den Anfangsverdacht nicht erfüllt.
Anfang März 2017 geriet Bachmann erneut in die Schlagzeilen, als er den in der Türkei inhaftierten Journalisten Deniz Yücel als „Schmierfinken“ bezeichnete, dessen Hinrichtung ein begrüßenswertes Rechtsmittel darstelle.
Nach einer Rede auf einer Pegida-Versammlung in Dresden im Oktober 2019 nahm der Staatsschutz der Dresdner Kriminalpolizei Ermittlungen gegen Bachmann auf. Geprüft wird der Vorwurf der Volksverhetzung sowie der Anstiftung zu einer Straftat. Bachmann hatte Vertreter der Linken, Grünen und Gewerkschaften als „Parasiten“ und „Volksfeinde“ bezeichnet, die man in einen Graben tun und zuschütten müsse. Auf diesen zugeschütteten Graben solle man dann Bäume pflanzen. Für den Politikwissenschaftler Hajo Funke handelt es sich hierbei um „Volksverhetzung pur“. Es sei „ein kaum steigerbarer sadistisch-menschenfeindlicher Trommelwirbel“ und „die Mobilisierung des Mobs im Sinne von Hannah Arendt – ein Kennzeichen faschistischer Bewegungen“. Der Journalist Michael Kraske befand, Bachmann habe das gesellschaftliche Tabu gebrochen, „Menschen als ‚Parasiten‘ zu bezeichnen und mit Schädlingen gleichzusetzen“. Bachmann gebe vor, die Guten vor jenen beschützen zu wollen, die nach seinen Worten „ohnehin nie einen Nutzen für diese Gesellschaft haben werden“. Kraske resümiert: „Die Vernichtung nutzloser Menschen zum Wohl der Nützlichen: Das ist faschistisches Denken. Die Nationalsozialisten handelten bekanntermaßen danach.“
Ende Februar 2023 attackierte Bachmann in Dresden bei einer Rede auf einer Veranstaltung rechtsgerichteter Bewegungen und Parteien anlässlich des ersten Jahrestags des russischen Überfalls auf die Ukraine die „Friedensgegner, die aus den dunklen Kanälen rot-grüner Kriegstreiberparteien bezahlt“ würden. Die Ampel-Regierung sei „kriegsgeil“. Zugleich bezeichnete er diesen Krieg als „russischen Spezialeinsatz“. Die Veranstaltung, auf der auch Russlandfahnen zu sehen waren, glich laut TAZ „eher einer Hetz- und Kampfkundgebung“.